# Felsritzungen von Litsleby

Felsbildkonzentrationen

Die Felsritzungen von Litsleby liegen etwa drei Kilometer (Luftlinie) südlich der Kirche von Tanum in Schweden. Sie stammen aus der nordischen Bronzezeit (ca. 1500–500 v. Chr.). Die ältesten Fußspuren, Swastiken, Tiere und Schiffe auf der nach Westen abfallenden Felsplatte mögen um 1500 v. Chr. oder sogar früher entstandenen sein. Als Teil der Felsritzungen bei Tanum zählt Litsleby zum Weltkulturerbe der UNESCO.

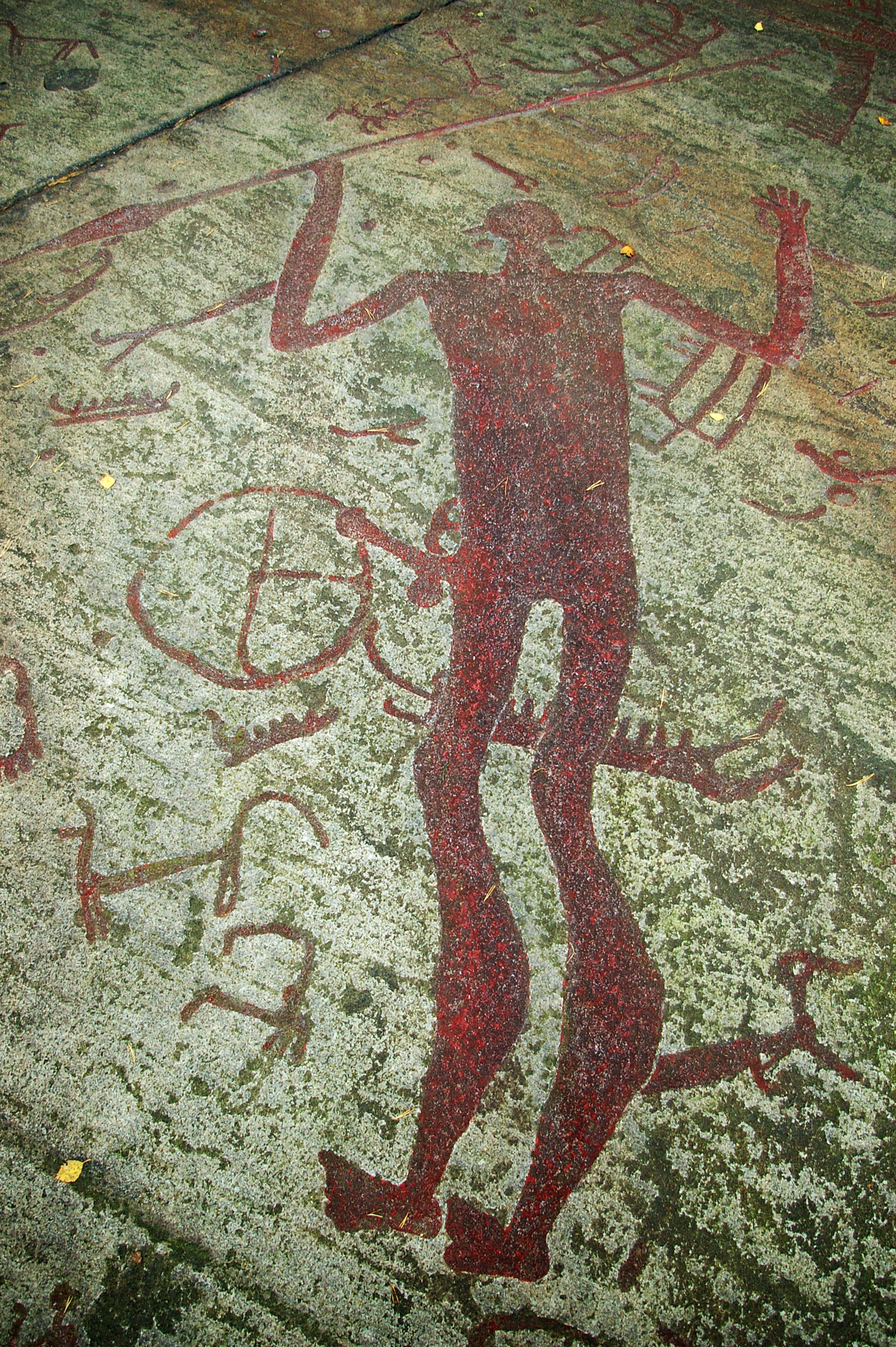
Die Mannsfigur von Litsleby

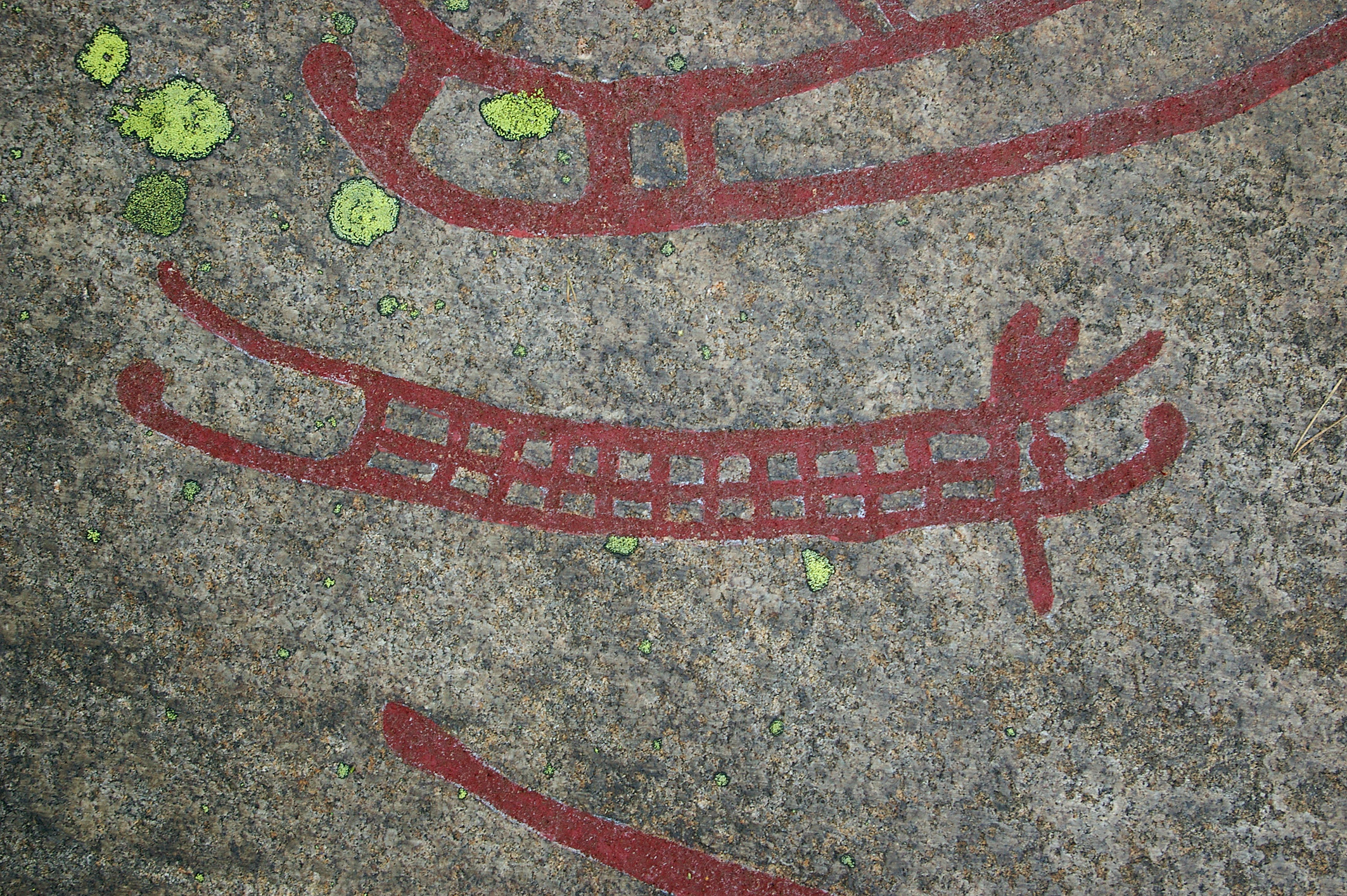
Das Hjortspringboot als Felsritzung

Eine Besonderheit der Felsritzungen (schwedisch Hällristningar) von Litsleby bilden zwei große Schiffsbilder, die Boote des Hjortspringboot-Typs zeigen und auf 800 bis 900 v. Chr. datiert werden. Wichtig sind ein großes und zwei kleine Darstellungen, die für Plankenboote gehalten werden und auf 1000 bis 1200 v. Chr. datiert werden. Dies wären die ältesten Darstellungen dieser Bauart. Bei nahezu allen Litsleby-Schiffen biegt sich das Dollbord mittschiffs nach unten, während es zu den Steven hin ansteigt – bei vielen anderen Felsritzungen ist dies nicht der Fall oder allenfalls angedeutet. Für ein seegängiges Fahrzeug im Skagerrak, das vor Litsleby liegt, wäre dies aber unabdingbar. 
So bleibt unklar, ob es sich bei den frühen Darstellungen tatsächlich um Wasserfahrzeuge oder um auf Kufen über Land gezogene Totenschiffe handelt, zumal eines mit konzentrischen durchlochten Rädern als Stevenbretter versehen und somit gar nicht seetüchtig ist. Eine Darstellung von Mannschaften bzw. Ruderern (wie bei Boglösa-Brandskogen) kommt ebenfalls nicht durchgängig vor. 
Aus dem Rahmen tretend unter den Felsritzungen von Litsleby ist eine 2,5 m große, speertragende Männerfigur, die über andere Bilder eingeschlagen wurde. Die Erklärung dafür lautet, dass die Religion der Bronzezeit die Gottesabbildung zunächst nicht erlaubte – was sie mit einigen anderen Religionen gemeinsam hätte – und man stattdessen Fußabdrücke darstellte. Ein solches Paar mit ausgearbeiteten Zehen findet sich links der großen Figur. Später sei dann eine Darstellung des Gottes erlaubt gewesen und sein Abbild über die früheren Zeichnungen in den Fels gehauen worden. Für die Darstellung eines speertragenden Gottes ist Litsleby zwar nicht das einzige Beispiel (Bro utmark, Finntrop – bei Tanum), die meisten Darstellungen zeigen allerdings das „Hochhalten“ anderer Utensilien wie Äxte, Luren Sicheln, Räder oder Pflüge.